# Wannan

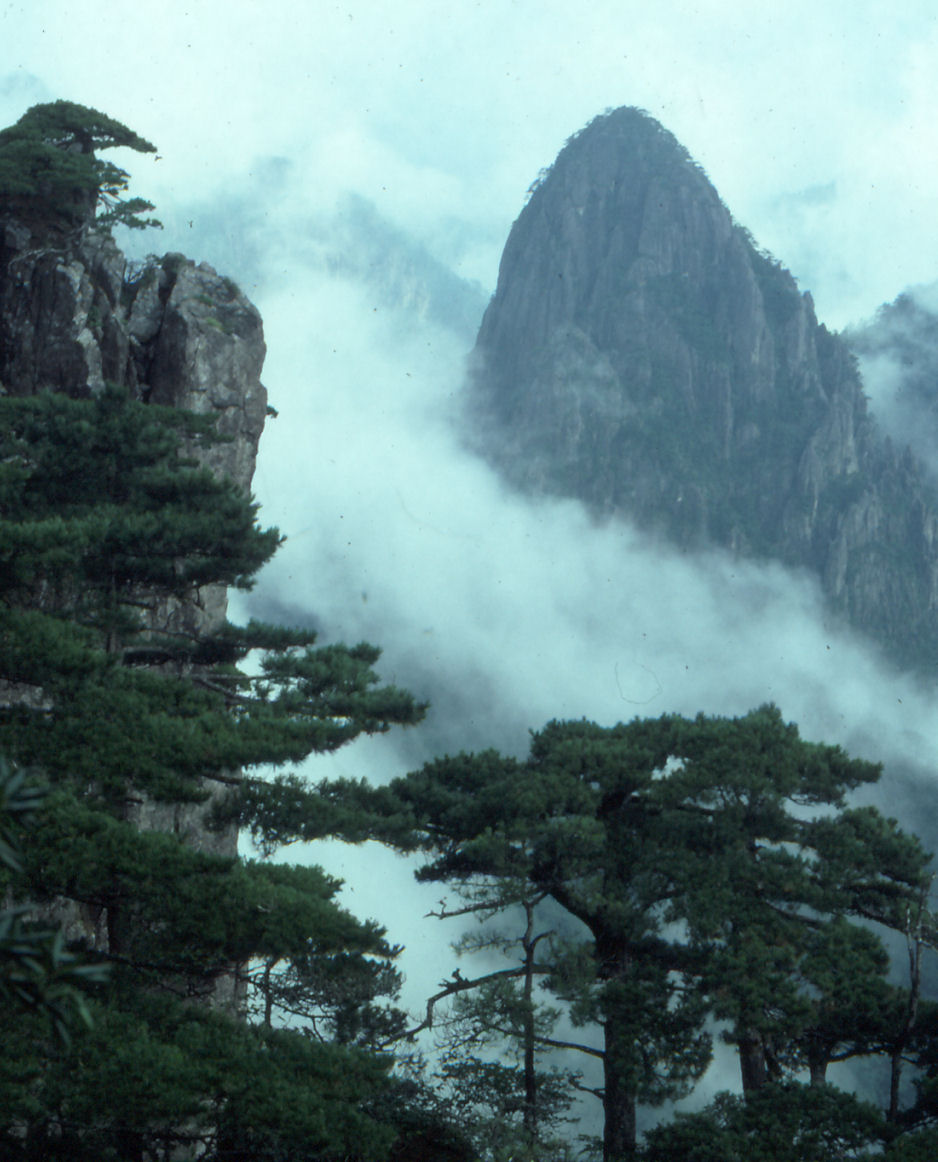
Huangshan

Le Wannan (chinois : 皖南 ; pinyin : wǎnnán) est un terme servant à désigner la partie au sud du Changjiang de la province de l'Anhui, en Chine.
Elle comprend les villes-préfectures de Ma'anshan, Wuhu, Tongling, Xuancheng, Huangshan et Chizhou.

## Musique
Le Wǎnnán huāgǔxì (皖南花鼓戏) est une forme particulière à la région du Huaguxi, un théâtre chanté du centre de la Chine.